# Ibanez Studio (serie)

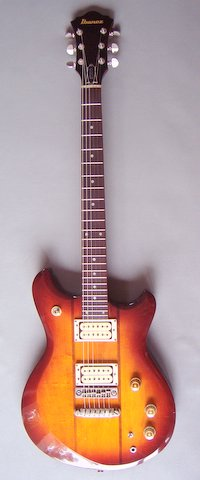
Ibanez Studio ST200. Cuerpo fabricado con un centro de arce y dos laterales de caoba.

Ibanez Studio es una serie de instrumentos musicales fabricada por la marca japonesa Ibanez durante el período 1978-1982 en la planta Fuji Gen Gakki (Matsumoto, Japón). La serie se compone de guitarras y bajos eléctricos, y los modelos se diferencian entre sí debido a que todos comienzan con el acrónimo "ST", seguido por el número propio del modelo (ej: ST50).

## Reseña histórica
Hasta 1970, Ibanez era un fabricante de instrumentos relativamente desconocido en el mundo de la música. En ese año la empresa comenzó a fabricar y vender copias de muy buena calidad de guitarras americanas conocidas, como Gibson, Fender y Rickenbacker. Esta decisión por parte de la empresa la llevó a aumentar su popularidad y número de ventas, ya que los instrumentos eran más baratos que los originales pero tenían una calidad, sonido y apariencia profesional. En junio de 1977, Norlin Corporation (empresa emparentada con Gibson) decidió entablarle una demanda a Ibanez. Finalmente los dos fabricantes llegaron a un acuerdo fuera de la corte.
Los instrumentos fabricados por Ibanez entre 1970 y 1977, son denominados instrumentos lawsuit (del inglés, demanda) y tienen un gran valor desde el punto de vista coleccionable. En 1978, inmediatamente luego de la demanda, Ibanez dio un paso adelante y comenzó a fabricar y vender modelos de instrumentos de diseño propio. La serie Studio pertenece a uno de los primeros diseños propios de la empresa y, debido a la ubicación temporal, puede considerarse como una serie post-lawsuit (post-demanda). Otras series de esa época fueron Musician y Iceman.

## Descripción de las guitarras
«Simplicidad de diseño y calidad de funcionamiento. Eso es la nueva serie Studio de Ibanez. La Studio es limpia, funcional. Desde el abrasador output de los micrófonos V-2, hasta la suave ejecutabilidad del mástil de 24 trastes y escala 25½", la Studio es todo un negocio. El simple y clásico cuerpo, más la durabilidad de Ibanez, te aseguran un instrumento que será un disfrute de años».

### Diseño
Si bien el diseño en sí puede recordar al de una Fender Stratocaster y/o Prs custom 24(sin tener muy en cuenta que las Studio son más pesadas y tienen una mayor profundidad), la realidad es que Ibanez diseñó estas guitarras con la finalidad de poder recobrar el mercado perdido luego de la demanda, y poder competir en aquel momento con el segmento Les Paul de Gibson.

### Cuerpo

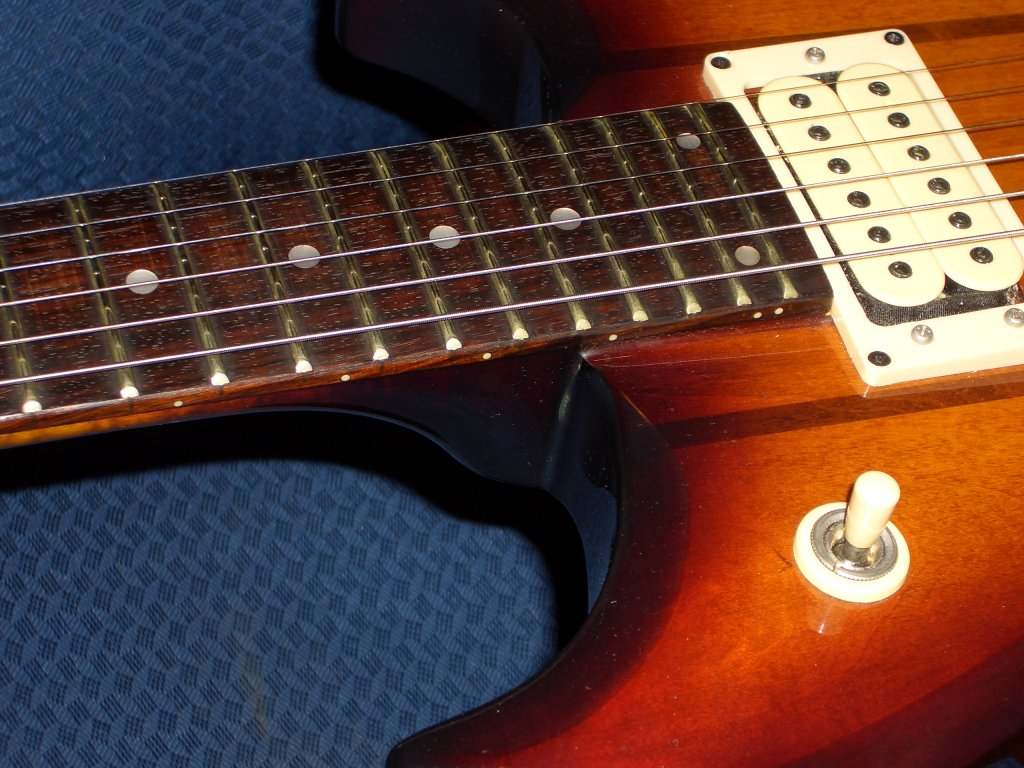
Imagen parcial del cuerpo y mástil de una Studio ST-200.

Dependiendo del modelo, las maderas utilizadas para fabricar la mayoría de los cuerpos de la serie ST fueron caoba, arce y fresno. Excepcionalmente, en algunos modelos específicos (por ej: ST-370 o ST-390), la madera utilizada en el cuerpo fue palo rosa.

Todos los modelos se caracterizan por tener un largo de 985 mm, un ancho de 340 mm, una profundidad de 46 mm y un peso de aproximadamente 4 kg (9 libras).

#### Configuración de maderas del cuerpo
Dentro de la serie hay tres construcciones posibles:
- 1) Cuerpo 100% de caoba.
- 2) Bloque central de arce con secciones laterales de caoba.
- 3) Bloque central de arce con secciones laterales de fresno.

Las configuraciones 2 y 3 puede encontrarse solamente en los modelos ST100 en adelante.

### Mástil
Fabricado con tres piezas de arce y encolado al cuerpo de la guitarra. El diapasón es de palo rosa pulida y ebonizada. Cuenta con una escala 25½", 24 trastes VelveTouch (menos en el modelo ST60, que cuenta con 22 trastes), cejilla de hueso y marcas circulares de posición fabricadas en nácar.

Medidas: 
- 43 mm de ancho en la cejilla
- 57 mm en el traste número 22

### Maquinaria
Toda la maquinaria, a excepción de los saddles que son de bronce, está fabricada con una aleación de zinc y puede estar enchapada, bien con níquel-cromo (Nichrome) (que da una apariencia cromada), o bien con dorado (en los modelos más caros de la serie).

#### Puentes

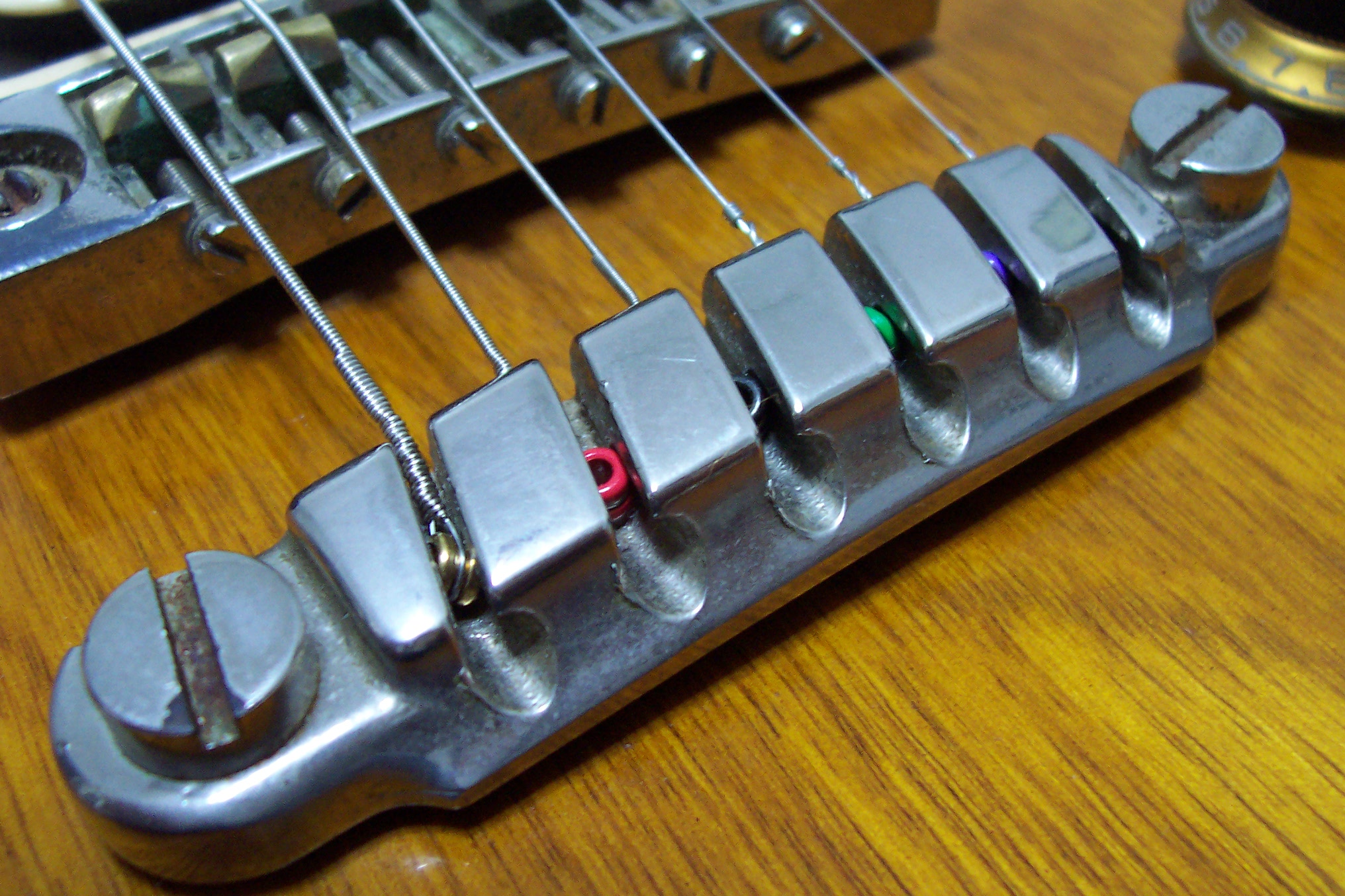
Sistema "Quick Change".

Las guitarras de la serie fueron equipadas con puentes Gibraltar o Accucast (dependiendo del modelo).

El puente Gibraltar fue el primer puente ajustable y bloqueable de la industria musical. Esta característica permite al guitarrista ajustar la altura del puente a su gusto y luego fijarlo. Estos puentes poseen el sistema QuickChange, que, como se muestra en la foto, facilita el cambio de las cuerdas gracias a las seis ranuras que posee.

#### Clavijas
Las clavijas utilizadas en esta serie fueron las VelveTune I. Este modelo de clavijas cerradas cuenta con un diseño de doble tirabuzón, que virtualmente elimina cualquier tipo de juego en el sistema. Cuenta además con una rosca que permite ajustar el torque, permitiendo que la afinación sea firme o suave (a gusto del guitarrista). El ratio de giro 18:1 (el más preciso que existe en el mundo de la música) permite lograr una afinación más precisa.

### Electrónica
"La electrónica de la serie Studio proviene directamente del corazón del Rock and Roll. Las líneas claras, los controles simples y el sonido crudo colocan a estas guitarras en un lugar privilegiado por sí solas. Los abrasadores micrófonos V-2 cantan una dulce canción con un incríble output".

#### Super Humbuckers V2

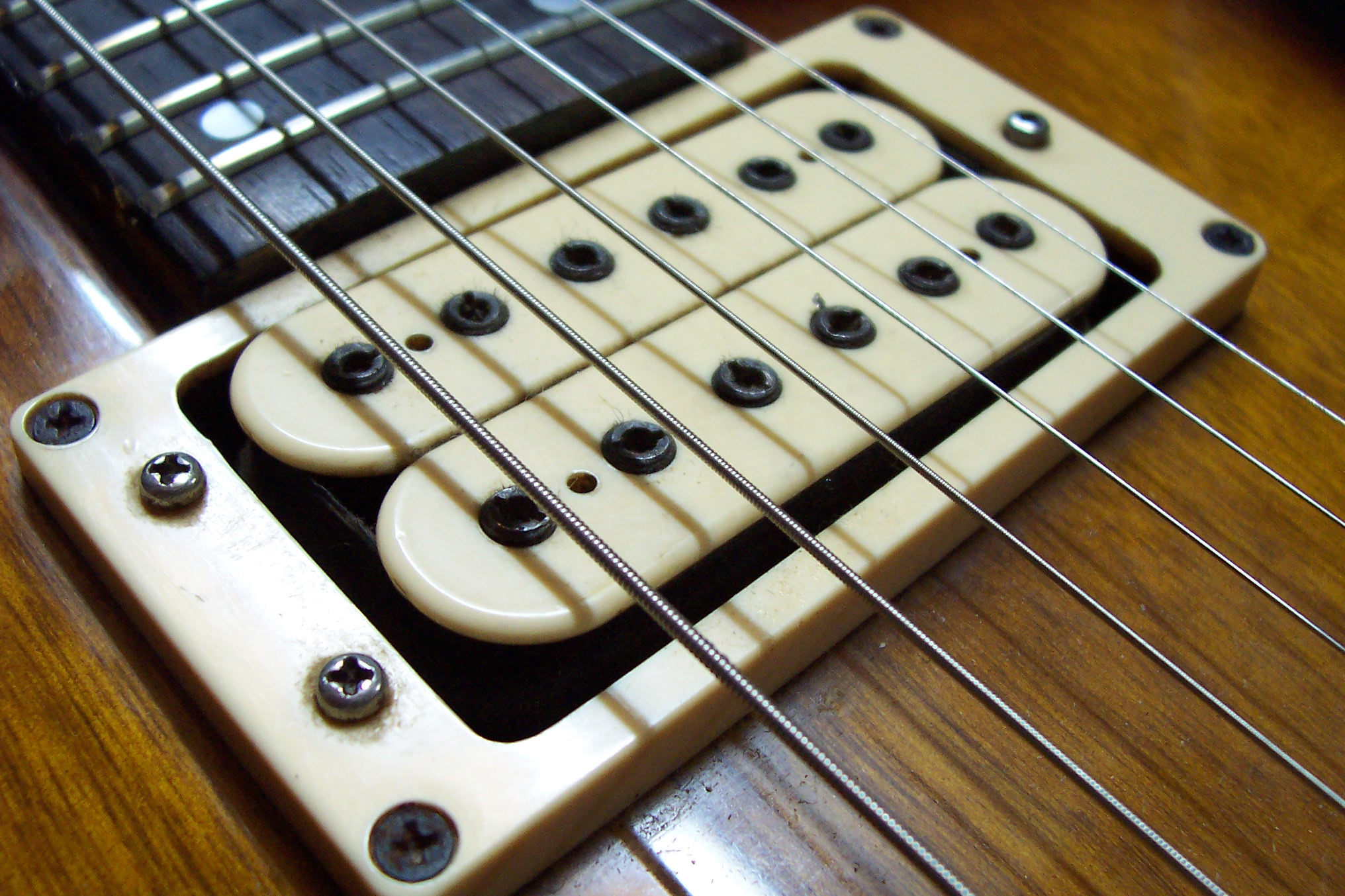
Micrófono Super Humbucker modelo V-2 en una Ibanez ST-70BS.

Todos los modelos ST están equipados con pastillas cerámicas Super Humbucker modelo V2 color crema, que fueron fabricadas en 1978 por la empresa Maxon. Ibanez asegura que el corazón de la performance de la serie Studio radica en el diseño de estos micrófonos.
Técnicamente hablando, estos micrófonos están basados en los clásicos  DiMarzio Super Distortion (modelo que se introdujo en 1972, y aumentó en gran medida la popularidad de DiMarzio.). Ibanez tuvo que dejar de vender estos micrófonos en Estados Unidos luego de que DiMarzio le informara que tenía una marca registrada para bobinas dobles color crema.
Esta marca registrada sigue vigente hoy en día, y explica por qué ningún fabricante (excepto Carvin) puede vender modelos de humbuckers completamente en color crema.
En cuanto al sonido: tienen una alta ganancia, refuerzan la respuesta en el rango de los medios superiores y recortan levemente los bajos, con la finalidad de lograr un tono brillante característico.

#### EQ-2 Tone System
Con la finalidad de expandir la versatilidad de los micrófonos V2, un nuevo sistema de ecualización fue desarrollado para ser utilizado en la serie Studio, en específico en el modelo ST390.
El sistema EQ-2 tiene un ecualizador de dos bandas (una para el rango de los medios y otra para el de los agudos). Combinado con la respuesta de los micrófonos V2, el sistema EQ-2 le permite conseguir al guitarrista el sonido exacto que busca. Este sistema permite además ajustar la ganancia de los micrófonos, permitiendo realizar tanto un aumento de 15dB, como un recorte de 15dB. Los potenciómetros asociados a este sistema poseen una muesca en el interior del eje de rotación que le da al guitarrista una referencia rápida para ubicar la posición central.

#### TRI-SOUND
El modelo ST390 está equipado con micrófonos V2 con sistema Tri-sound. Este sistema se basa en que cada micrófono está cableado a una llave individual Tri-sound de tres posiciones. Moviendo estas llaves se logra utilizar cada micrófono en una de las siguientes modalidades:
- Humbucker standard (pastilla doble)
- Single Coil (pastilla simple)
- Humbucker en fase revertida. Esta característica funciona cuando los dos micrófonos están activados (llave selectora en el medio) y permite revertir la polaridad de los dos micrófonos. Se logra una cancelación de las frecuencias bajas, que resulta en un sonido muy cristalino, especialmente útil para tocar acordes.

Las guitarras equipadas con este sistema cuentan en total con quince diferentes seteos tonales posibles (utilizando para conseguirlos no solo los switchs tri sound, sino también la llave selectora común).

#### Switchs y potenciómetros

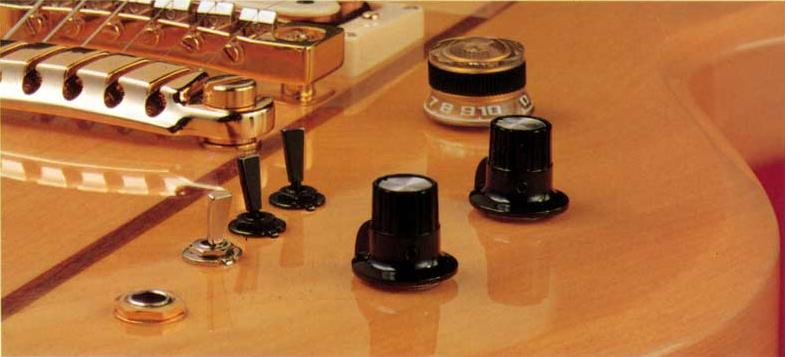
Switchs y perillas de potenciómetro en una Studio ST-300. Este modelo cuenta con sistema Tri-Sound y EQ-2 Tone System.

Algunos modelos poseen solamente un clásico switch de tres vías (con el que se logra seleccionar el micrófono del puente, el del brazo, o ambos), mientras otros modelos poseen el sistema Tri-sound que trae consigo más switches. Los potenciómetros utilizados en estas guitarras son de 500k, y la cantidad utilizada varía según los modelos: algunos cuentan con 1 volumen master y 1 tono master, mientras que otros cuentan con 2 volúmenes y 2 tonos individuales.

### Accesorios

#### Perillas de potenciómetro
Toda la serie está equipada de fábrica con perillas de potenciómetro Ibanez modelo Sure Grip (I). Este modelo cuenta con una banda de goma rugosa en su contorno que aumenta la fricción entre los dedos y la perilla. Esta característica evita por un lado que los dedos se resbalen en ciertas ocasiones y permite además la realización de diferentes técnicas (como por ejemplo el efecto violín). Ibanez aseguraba que, mientras la mayoría de las perillas del mercado eran demasiado grandes o demasiado chicas, las Sure Grip estaban diseñadas para humanos y tenían el tamaño justo para la mayoría de los guitarristas.
El modelo Sure Grip (I) fue descontinuado y sustituido por el Sure Grip (II), que es el que Ibanez vende hoy en día como accesorio o repuesto.

#### Estuche

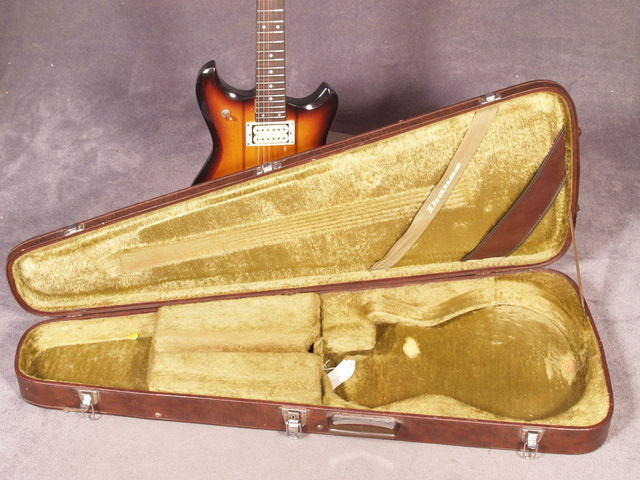
Estuche "The Vault" trapezoidal. Detrás de éste se observa parcialmente una ST-300.

Los utilizados para las guitarras Studio fueron los estuches rígidos multifunción, que Ibanez conocía como "The Vault" (La Bóveda). Durante el período de fabricación de esta serie los modelos de estuche fueron variando. Por este motivo, pueden encontrarse alrededor del mundo diferentes modelos que varían en forma y color. Algunos de ellos tienen forma trapezoidal y otros una similar a la de una guitarra. En cuanto al forro interior: el color más común es el verde, aunque también se conocen modelos con forro interior gris.

#### Documentación y otros accesorios
- Librillo de garantía, explicación completa de la garantía extendida de por vida.
- Tarjeta de registro.
- Manual de uso de las clavijas, que explica entre otras cosas cómo ajustarlas.
- Llave para ajustar el alma de la guitarra.

### Modelos
Algunos modelos de guitarras eléctricas de la serie Studio:
- Ibanez Studio ST50. Cuerpo de caoba, 1 Volumen master, 1 tono master, hardware de nichrome, 2 Super Humbuckers V-2 y 24 trastes.
- Ibanez Studio ST55. Cuerpo de caoba, 2 volúmenes, 2 tonos, hardware de nichrome, 2 Super Humbuckers V-2 y 24 trastes.
- Ibanez Studio ST60. Cuerpo de caoba, 2 volúmenes, 2 tonos, hardware de nichrome, 2 Super Humbuckers V-2 y 22 trastes.
- Ibanez Studio ST70. Cuerpo de caoba, 2 volúmenes, 2 tonos, hardware de nichrome, 2 Super Humbuckers V-2 y 24 trastes.
- Ibanez Studio ST75.
- Ibanez Studio ST80.
- Ibanez Studio ST90.
- Ibanez Studio ST100. Cuerpo formado por un centro de arce y dos costados de caoba, 1 Volumen master, 1 tono master, hardware de nichrome, 2 Super Humbuckers V-2 y 24 trastes.
- Ibanez Studio ST105. Cuerpo formado por un centro de arce y dos costados de caoba, 2 volúmenes, 2 tonos, hardware de nichrome, 2 Super Humbuckers V-2 y 24 trastes.
- Ibanez Studio ST200. Cuerpo de arce, 1 volumen, sistema de tono activo EQ2, hardware de nichrome y 2 Super Humbuckers V-2.
- Ibanez Studio ST300. Cuerpo de arce, 1 volumen, sistema de tono activo EQ2, llave Tri-Sound, hardware dorado y 2 Super Humbuckers V-2.
- Ibanez Studio ST370
- Ibanez Studio ST390
- Ibanez Studio ST1200. Modelo doble mástil con cuerpo de caoba.
- Ibanez Studio ST1300.
- Ibanez Studio ST1400.
- Ibanez Studio ST1500.

#### Años de fabricación
- 1978: Modelos ST100, ST200 y ST300.
- 1979: Modelos ST50, ST55, ST100, ST105, ST200, ST300, ST300L, ST1200, ST1300, ST1400, ST1500.
- 1980: Idem a 1979.
- 1981: ST60, ST70, ST80, ST90, ST370, ST390 y ST1200.
- 1982: ST60, ST70, ST75, ST80, ST90 y ST1200.

### Detalles

#### Números de serie
El número de serie de las Studio se encuentra tallado en la parte posterior del clavijero de la guitarra. Consta de una letra y seis cifras. El significado del número de serie se detalla a continuación.
Suponiendo que se quiere interpretar el número de serie A780001, entonces:
- La letra inicial hace referencia al mes en el que el instrumento fue fabricado. En este caso la A significa enero (siguiendo el orden la B significa febrero, etc.).

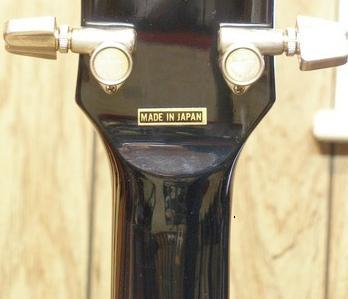
Inscripción de origen en una Ibanez Studio ST50.

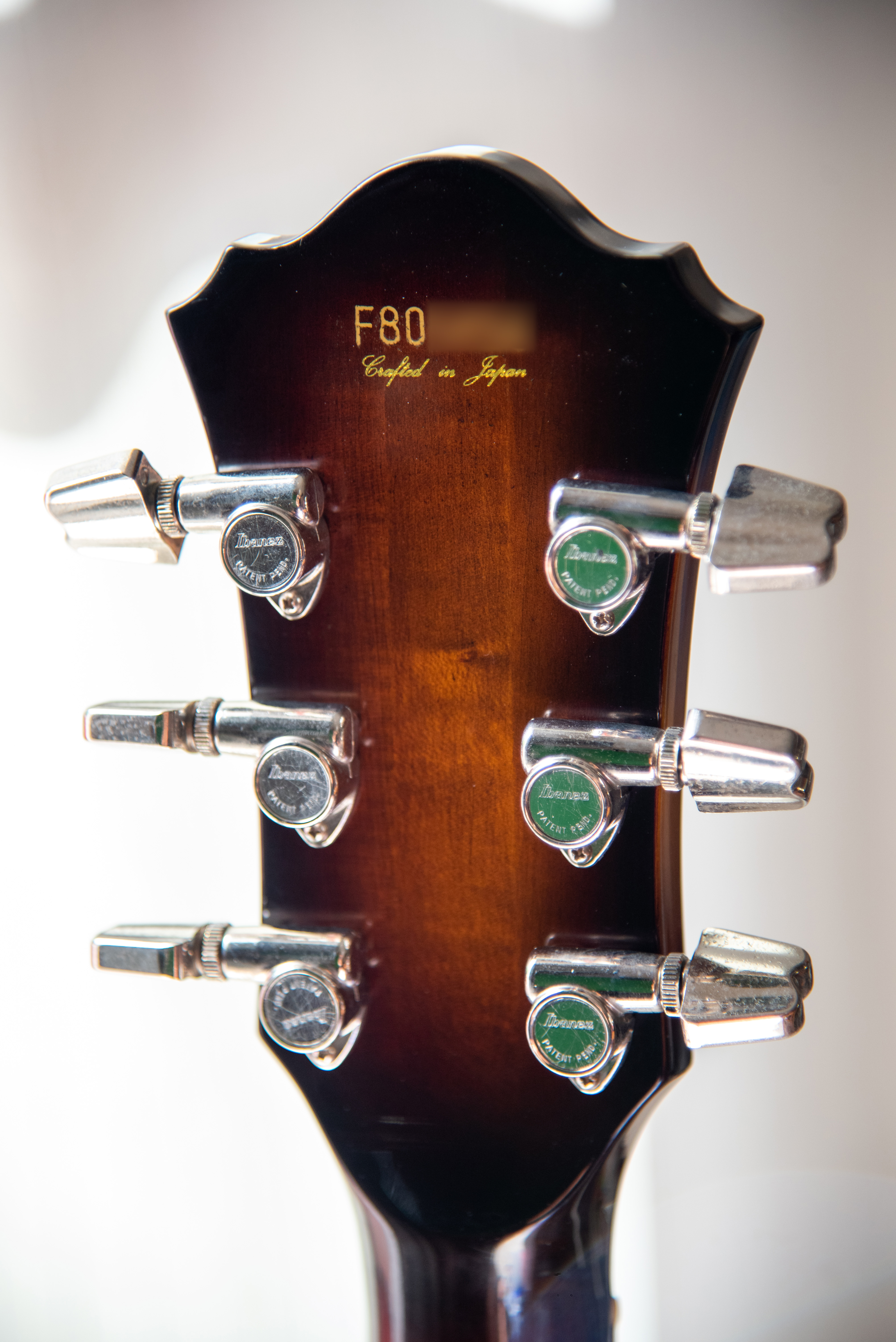
Vista trasera de la pala de una Ibanez ST55 con la inscripción de origen "Crafted in Japan"

- Los siguientes dos dígitos hacen referencia al año de fabricación. En este caso, 78 hace referencia a 1978.
- Los cuatro dígitos finales hacen referencia al número de fabricación de ese mes. En este caso, 0001 significa que esa fue la primera guitarra fabricada en ese mes.

Resumiendo: la guitarra con número de serie A780001 fue la primera guitarra fabricada en enero de 1978.

#### Impresión del lugar de fabricación
Dependiendo del año y el modelo, las guitarras pueden tener las inscripciones "MADE IN JAPAN" o "Crafted in Japan" en la parte posterior del clavijero.

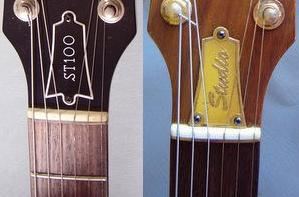
Dos de los tres modelos posibles de cubierta.

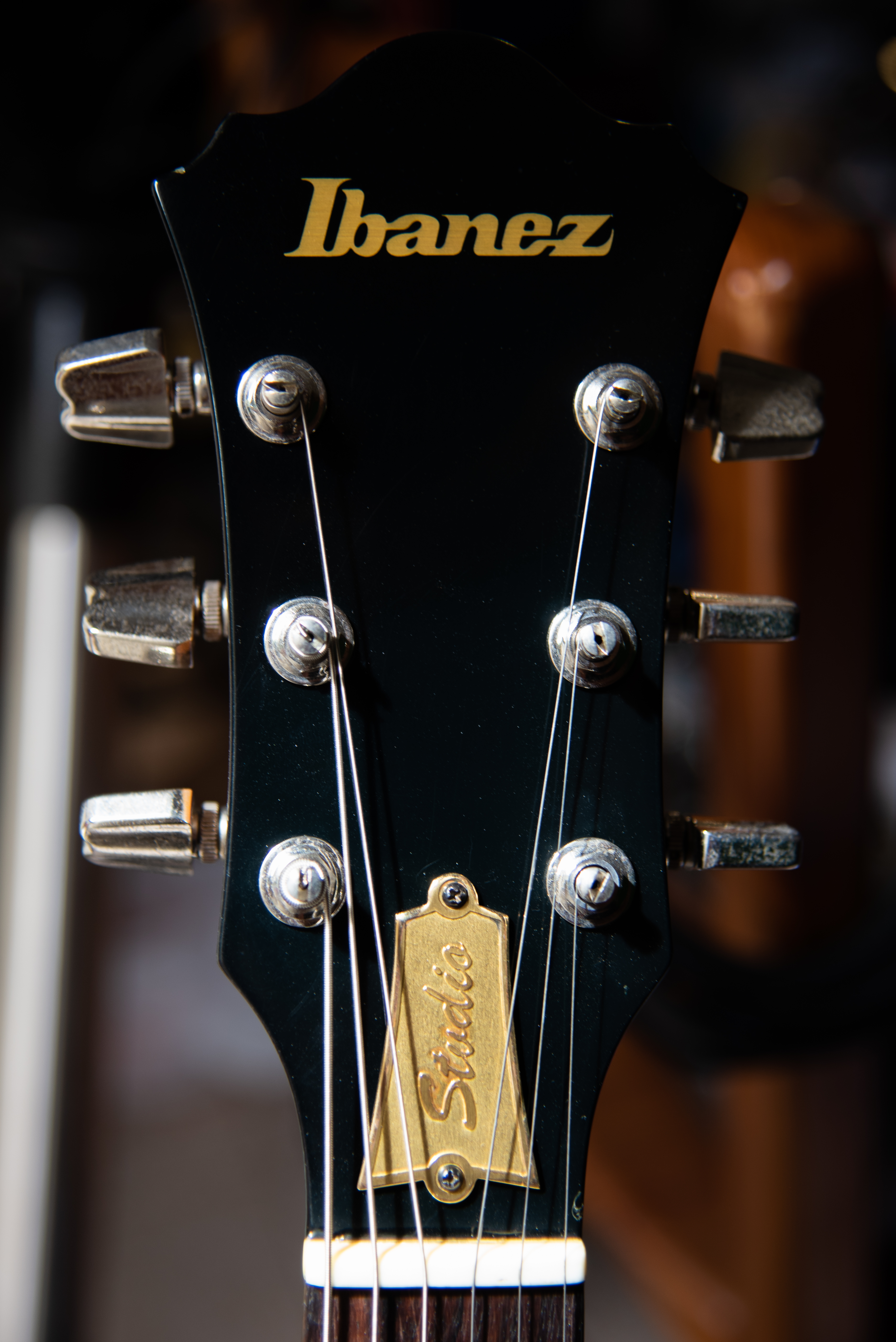
Ibanez ST55 vista frontal de la pala con la cubierta dorada de dos tornillos.

#### Cubierta de la llave del alma
Existen tres modelos diferentes de estas cubiertas:
1. ↑  Tomorrow's name in guitars,
2. ↑  Tomorrow's name in guitars
3. ↑  ,Esta afirmación puede encontrarse en la página de DiMarzio (www.dimarzio.com) en la sección Pickups/Humbuckers/High Output/Super Distortion.
4. ↑  ,Información proporcionada por el Departamento técnico de DiMarzio (tech@dimarzio.com): "DiMarzio tiene una marca registrada en Estados Unidos para bobinas dobles color crema. El número de registro es: 1,169,205."

- Cubierta color negro con el número del modelo detallado en letras blancas. Dos tornillos.
- Cubierta metálica dorada, con la inscripción "Studio". Tres tornillos.
- Cubierta metálica dorada, con la inscripción "Studio". Dos tornillos.